# Computers in Human Behavior
Computers in Human Behavior é um periódico cientifico mensal revisado por pares que cobre as areas de IHC (Interação humano–computador) e Ciberpsicologia. Foi criado em 1985, e é publicado pela Editora Elsevier Ltd. O editor-chefe deste periódico é Matthieu Guitton. Em 2020, A revista lançou o titulo complementar chamado Computers in Human Behavior Reports, que por sua vez também é revisado por pares e de acesso aberto.
O periódico foi classificado em 2020 com um Índice h de 178, CiteScore de 13,8, SCImago Journal Rank de 2,108 e o Fator de impacto de 6.829.

## Indexação
A revista é indexada nas seguintes plataformas:
- Bioengineering Abstracts
- COMPENDEX
- Cambridge Scientific Abstracts
- Computer Publishers & Publications
- Current Contents
- Current Contents - Social & Behavioral Sciences
- Current Index to Journals in Education
- Embase
- Engineering Index
- Engineering Meetings
- Ergonomics Abstracts
- IBZ and IBR
- INSPEC
- Information Science Abstracts
- International Bibliography Book Reviews
- International Bibliography of Periodical Literature
- Library and Information Science Abstracts
- MathEduc
- PsycINFO
- PsycLIT
- Psychology Abstracts
- SSSA/CISA/ECA/ISMEC
- Scopus
- Social Sciences Citation Index
- Sociological Abstracts
- Software Reviews on File
- World Patent Information